# 초승달과 별

초승달과 별기

초승달과 별은 동쪽 지중해 지역과 중앙아시아에서 사용하던 상징이다. 오늘날은 이슬람과 무슬림을 의미하기도 한다. 튀르키예와 말레이시아와 같은 나라에서는 국기에 별과 초승달을 그렸다.
아라비아 반도와 레반트 지역 아랍 국가에서는 과거 오스만 제국의 상징이였던 이유로 기피하는 경향이 있다. 위 사진에서 달의 위상은 북반구 기준으로 그믐달이다. 초승달은 그믐달 반대 방향을 바라보고 있다. 투르크메니스탄 국기와 국장이 유일하게 그믐달 형태가 아닌 진짜 초승달 형태다.

## 초승달과 별을 사용한 나라

알제리의 국기
아제르바이잔의 국기
보스니아인의 국기
말레이시아의 국기
모리타니의 국기
오스만 제국의 국기
파키스탄의 국기
튀르키예의 국기
리비아의 국기
튀니지의 국기
코모로의 국기
키레나이카의 국기
하이데라바드의 기 (1724-1948)
타타르 공화국의 국기
동투르키스탄의 기
투르크메니스탄의 국기
우즈베키스탄의 국기
싱가포르의 국기
잔지라의 기
사하라 아랍 민주 공화국의 국기

## 기타

파키스탄의 국장
몰디브의 국장
포르투갈 신트라의 지방 자치 문장

## 같이 보기
- 달의 위상